# Прато Перило (Салерно)
Прато Перило (итал. Prato Perillo) је насеље у Италији у округу Салерно, региону Кампанија.
Према процени из 2011. у насељу је живело 3263 становника. Насеље се налази на надморској висини од 458 м.